# جرج هایولی
جرج هایولی (انگلیسی: George Hively؛ ۶ سپتامبر ۱۸۸۹ – ۲ مارس ۱۹۵۰) فیلم‌نامه‌نویس و تدوین‌گر اهل ایالات متحده آمریکا بود.
او در سال ۱۹۳۵ در فیلم خبرچین نامزد جایزه اسکار بهترین تدوین شد.

## فیلم‌شناسی
- ایب لینکلن در ایلینوی (تدوین)
- رابطه عاشقانه (تدوین)
- پرورش بیبی (تدوین)
- خیش و ستارگان (تدوین)
- خبرچین (تدوین)
- زن وحشی (فیلم‌نامه)
- شهره شهر نیویورک (تدوین)
- شلیک نکن (فیلم‌نامه)
- پالی هنرمند سیرک (تدوین)
- مردی انگشت‌نما (فیلم گمشده)؛ (فیلم‌نامه)
- تیراندازی مستقیم (فیلم‌نامه)